# Волжский бульвар

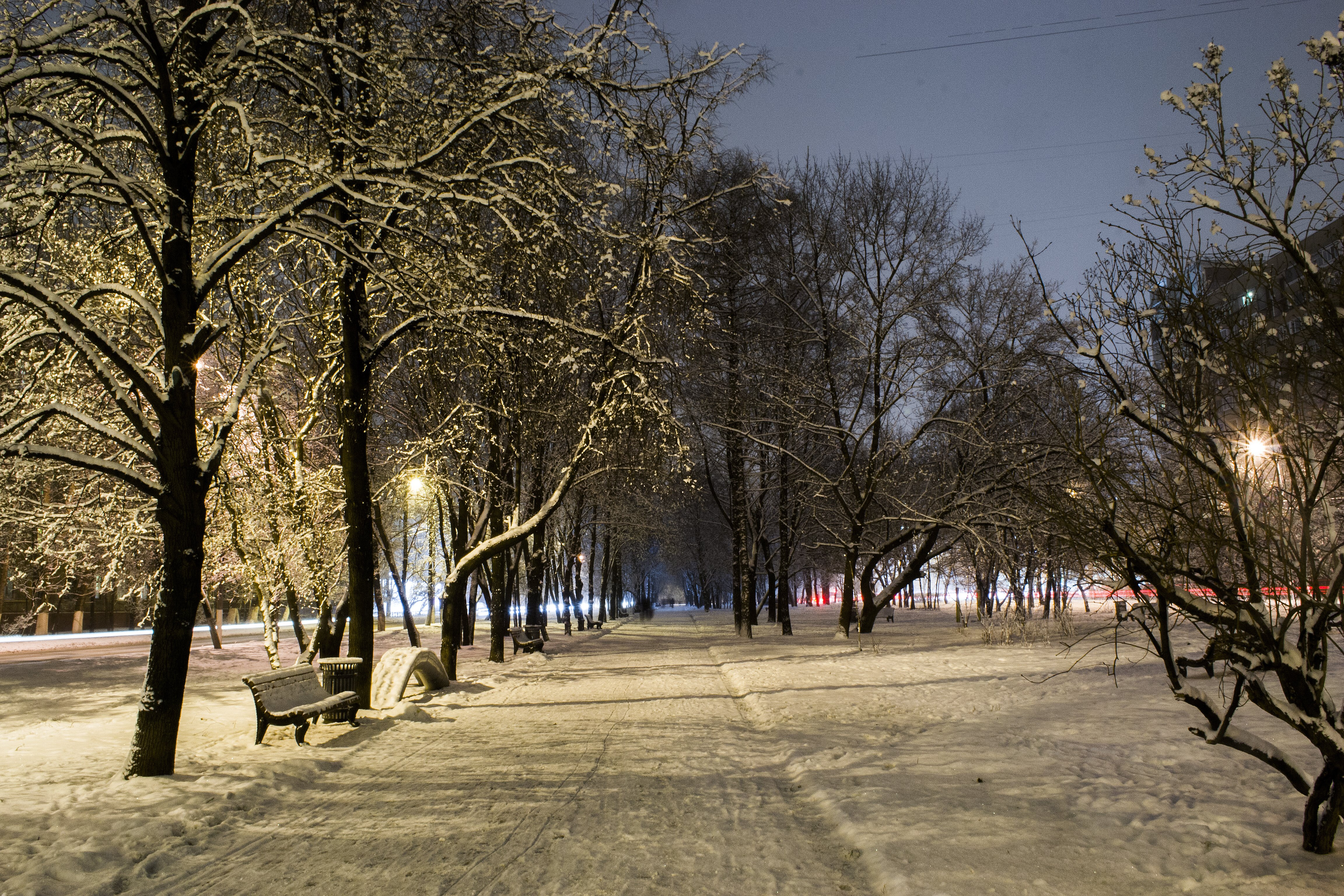
Аллея на Волжском бульваре (зима 2016)

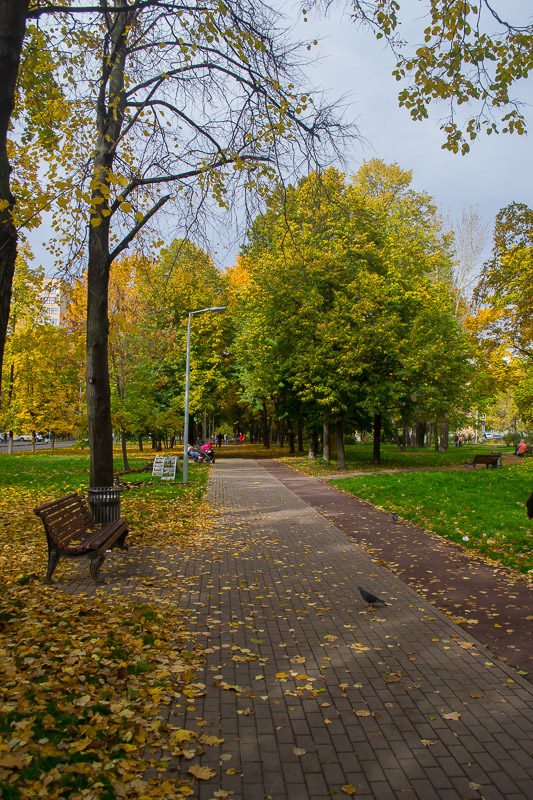
Аллея на Волжском бульваре (осень 2016)

Во́лжский бульва́р (название утверждено 20 мая 1964 года) — улица в Юго-Восточном административном округе города Москвы на территории районов Текстильщики, Кузьминки и частично Рязанского района.

## Расположение
От Волгоградского проспекта до улицы Шкулёва между двумя проездами расположен небольшой парк, у Волгоградского проспекта расположен памятник Михаилу Шолохову, возле которого находится скульптурная композиция «Дозорные», изображающая двух вооружённых казаков верхом на конях. От Волгоградского проспекта до Саратовской улицы проходят две параллельных друг другу улицы, между ними застройка присутствует ближе к восточному отрезку. Там же, на нечётной стороне, на месте совхозных теплиц, построен новый микрорайон «Волжский».
С чётной стороны примыкают улицы Грайвороновская, Саратовская, 11-я Текстильщиков, 10-я Текстильщиков, 8-я Текстильщиков, Чистова, Шкулёва; с нечётной — улицы Окская, Маршала Чуйкова, Васильцовский стан; пересекается Волгоградским проспектом и улицей Юных Ленинцев; на юг бульвар сужается и продолжается как Краснодонская улица.

## Происхождение названия
Назван по реке Волге, в связи с расположением на юго-востоке Москвы.

## Здания и сооружения
По нечётной стороне:
- № 19 — жилой дом (1975, архитектор А. Н. Белоконь)
- № 39, корп. 4 — жилой дом. Здесь жил учёный в области ракетно-космической техники К. Д. Бушуев[3]

По чётной стороне:

## Транспорт
- Станции московского метрополитена:
  - «Волжская» (Люблинско-Дмитровская линия)
  - «Текстильщики», «Кузьминки» (Таганско-Краснопресненская линия)
- Автобусные маршруты № Вк, Вч, 29, 74, 143, 193, 228, 234, 334, 350, 405, 530, 551, 551к, 569, 703, 713, 725, 861.